# Gaspard Monge
Gaspard Monge   (Beaune, 9 de maig de 1746 - París, 28 de juliol de 1818) va ser un matemàtic francès, fundador del camp de la geometria descriptiva. Va ser nomenat Comte de Péluse per Napoleó i també se'l coneix per aquest nom.

## Biografia
En paraules de Patrice Bret, no existeix encara una verdadera biografia d'aquest gran home, que François Mitterrand va fer inhumar al Panteó de París el 1989. Les existents, o són parcials (sobre el seu viatge a Egipte, o com a fundador de l'École Polytechnique…) o són apologètiques (escrites pels seus deixebles com François Arago o Charles Dupin). René Taton ha estat l'historiador de la ciència que més ha estudiat el personatge i a les seves notes cal cenyir-se.

### Primers anys de vida
Monge va néixer a Beaune, Costa d'Or, fill d'un comerciant casat amb una borgonyona. Va ser un alumne destacat a l'escola de la Congregació de l'Oratori de Beaune i de 1762 a 1764 va completar els seus estudis a l'École de la Trinité a Lió. Va ser nomenat professor de física, amb només disset anys., (la base matemàtica del) dibuix tècnic, i el pare de geometria diferencial
Després d'acabar els seus estudis el 1764 va tornar a Beaune, on va fer un pla a gran escala de la ciutat, inventant els mètodes d'observació i construint els instruments necessaris; el pla va ser presentat a la ciutat i encara es conserva a la seva biblioteca. La seva alta qualitat va atraure l'atenció d'un oficial de l'École Royale du Génie de Mézières i va ser contractat com a dibuixant per aquesta escola, que tenia un gran prestigi en aquella època, tot i que la seva posició era molt modesta: les funcions de Monge es limitaven a preparar plànols de les fortificacions. El tinent coronel Rolt, enginyer i historiador de la tecnologia, va atribuir a Monge el naixement del dibuix d'enginyeria. Quan va ser a l'Escola Reial, va esdevenir membre de la maçoneria, iniciat a la lògia L'Union parfaite.

### Carrera professional
Els que estudiaven a l'escola d'oficials provenien exclusivament de l'aristocràcia, per la qual cosa no se li va permetre l'admissió a la institució en si. La seva habilitat manual era molt apreciada, però les seves habilitats matemàtiques no van ser aprofitades. No obstant això, va treballar en el desenvolupament de les seves idees en el seu temps lliure. En aquesta època va entrar en contacte amb Charles Bossut, professor de matemàtiques a l'École Royale du Génie. «Vaig estar mil vegades temptat», va dir molt després, «d'esquinçar els meus dibuixos amb disgust per l'estima que se'ls tenia, com si no hagués servit per a res millor».
Un any després va ser requerit per a fer un plànol d'una fortificació que amagués la seva posició, tant de la vista com del foc de l'enemic. L'èxit en aquesta tasca, utilitzant mètodes geomètrics, va cridar l'atenció del professor de matemàtiques de l'escola, Charles Bossut, que el nomenà répétiteur. El 1768, en ser nomenat Bossut examinador, Monge el va substituir com a professor de matemàtiques i el 1771 també va substituir Nollet com a professor de física.
El 1777 es casà amb Catherine Huart, propietària d'una metal·lúrgia i començà a interessar-se per la química i la tecnologia.
El 1780 va ser escollit geòmetra adjunt de l'Acadèmia de Ciències de París, càrrec que l'obligà a romandre a París sis mesos a l'any. El 1783, després de deixar Mézières, va ser, a la mort d’Étienne Bézout, nomenat examinador de candidats navals. Tot i que el ministre el va pressionar perquè preparés un curs complet de matemàtiques, es va negar a fer-ho amb l'argument que això privaria la senyora Bézout dels seus únics ingressos, els de la venda dels llibres de text escrits pel seu difunt marit. El 1786 va escriure i publicar el seu Traité élémentaire de la statique.
Però el 1785 es traslladà definitivament a París en ser nomenat associat de la classe de Física de l'Acadèmia. En aquests anys s'integrà plenament en el sistema acadèmic parisenc: bon amic de Berthollet i Vandermonde, ben relacionat amb Condorcet, Lavoisier i Lagrange.

### 1789 i després
El 1789, en esclatar la Revolució Francesa, Monge li donà suport, tot i que només va tenir papers discrets fins al 1792, en què va ser nomenat Ministre de la Marina del govern republicà. Acusat de massa moderat i atacat des de totes bandes, només va romandre en el càrrec vuit mesos.
Quan el Comitè de Salvació Pública va fer una crida als acadèmics perquè ajudessin en la defensa de la república, es va dedicar completament a aquestes operacions i es va distingir per la seva energia, escrivint la Description de l'art de Fabriquer Les canons i Avis aux ouvriers en fer sur la fabrication de l'acier.
Al crear-se l'École Polytechnique el 1794 en va ser nomenat professor de geometria. Va també participar en les sessions inaugurals de l'École Normale Superieure. Va participar molt activament en les mesures per a l'establiment de l’École Normale Supérieure (que només va existir durant els primers quatre mesos de l'any 1795) i de l'escola d'obres públiques, posteriorment l’École polytechnique, i va ser professor de geometria descriptiva a cadascuna d'elles.
Del maig de 1796 a l'octubre de 1797 va viatjar per Itàlia com a membre de la Comissió de Ciències i Arts a Itàlia, seleccionant les pintures, escultures, manuscrits i altres objectes de valor que l'exèrcit victoriós s'havia d'endur a París. Va ser llavors que va conèixer Napoleó i en va esdevenir amic.
Geometria descriptiva. Lliçons de dades a les escoles normals va ser publicat el 1799 a partir de transcripcions de les seves conferències impartides el 1795. Més tard va publicar Application de l'analyse à la géométrie, que ampliava les Conferències.
Al seu retorn a París va ser nomenat director de l'École Polytechnique, però no va romandre al càrrec gaire temps.  A principis de 1798 va ser enviat a Itàlia en una missió que va acabar amb l'establiment de la República Romana, que va durar poc. El 1798 va anar amb l'expedició egípcia de Bonaparte al Caire com a president de l'Institut d'Egipte.
Ja retornat a París, va reprendre els seus càrrecs, però el 18 de Brumari, va ser nomenat senador vitalici per Napoleó Bonaparte, cosa que contradeia els seus principis republicans, però que s'explica per la seva admiració per Napoleó i els defectes del règim anterior. Monge va ser nomenat president de la comissió egípcia i va reprendre la seva vinculació amb l'École Polytechnique. Els seus últims articles matemàtics es van publicar (1794–1816) al Journal and the Correspondence of the École Polytechnique. En la formació del Sénat conservateur, va ser nomenat membre d'aquest òrgan, amb una àmplia provisió i el títol de comte de Pelúsion (Comte de Péluse), i va esdevenir president del conservateur del Senat durant el període 1806-7. Després, a la caiguda de Napoleó, li van retirar tots els honors i fins i tot va ser exclòs de la llista de membres de l'Institut reconstituït. Napoleó li va anar concedint altres honors: Membre de la Legió d'Honor, president del Senat i Comte de Pèluse.
Fins a la caiguda de Napoleó, Monge va compatibilitzar les seves responsabilitats acadèmiques a l'École Polytechnique amb les tasques polítiques de senador i d'altres càrrecs de promoció i supervisió industrial.
A la caiguda de Napoleó el 1815, va ser desposseït de tots els seus càrrecs, expulsat de l'Institut de France i condemnat a l'exili intel·lectual. Els seus dos darrers anys de vida van ser especialment penosos. Això no obstant, a la seva mort, nombrosos estudiants i deixebles, malgrat l'oposició del govern monàrquic, van rendir tribut al seu mestre.

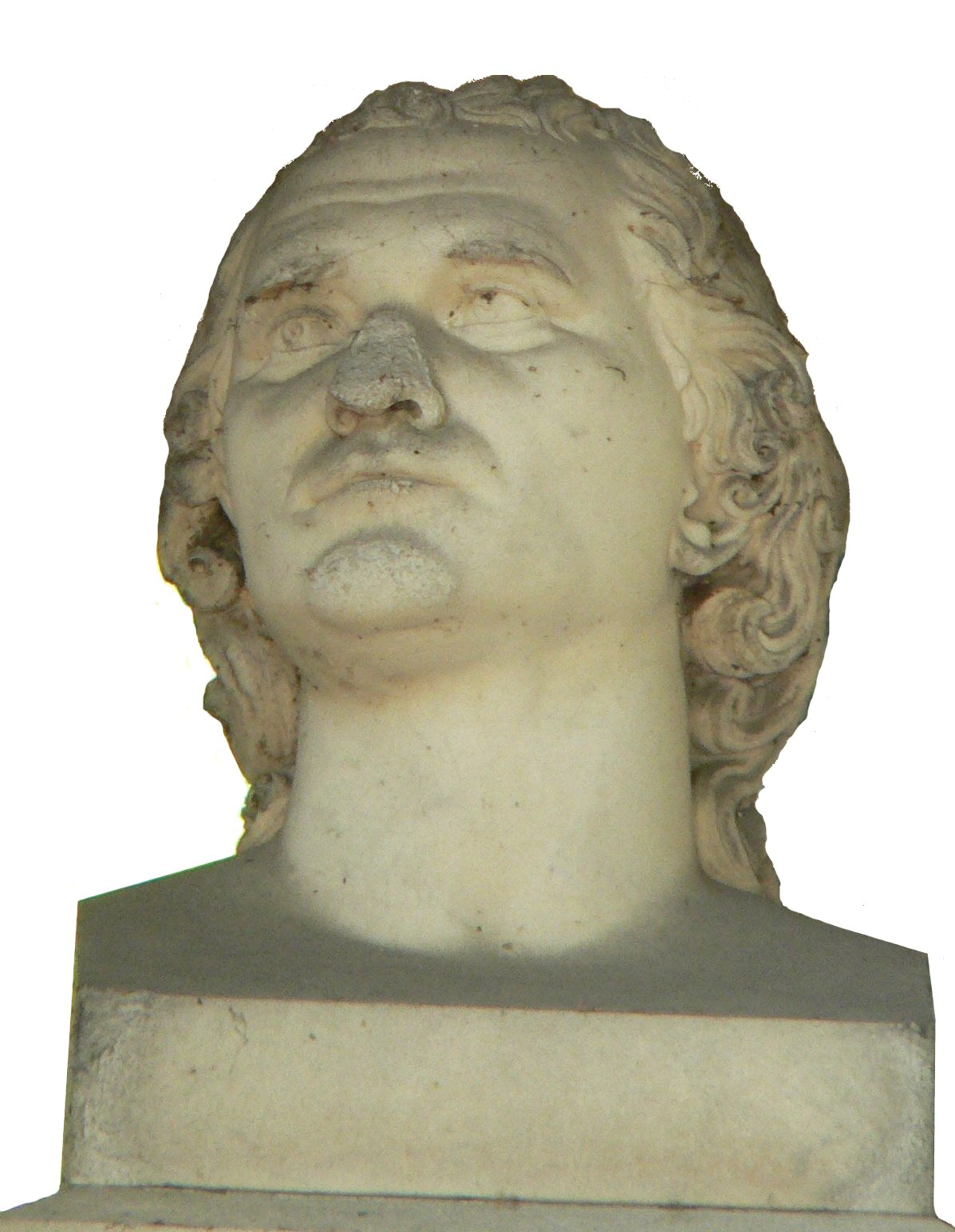
Bust de Monge al Cementiri del Père-Lachaise a París

Napoleó Bonaparte va declarar que Monge era ateu. Les seves restes van ser enterrades primer en un mausoleu al Cementiri del Père-Lachaise de París i posteriorment traslladades al Panteó de París.
Una estàtua que el representava va ser erigida a Beaune el 1849. El nom de Monge és un dels 72 noms inscrits a la base de la Torre Eiffel.
Des del 4 de novembre de 1992, la Marina francesa opera el MRIS Monge, que porta el seu nom.

## Obra
En paraules de Katz:
Monge va sistematitzar els resultats bàsics de les geometries analítica i diferencial i va afegir-hi molt material nou amb els seus articles, començant des de 1771, i finalment amb dos llibres escrits per als alumnes de l'École Polytechnique:
- 1799: Géométrie descriptive. On Monge desenvolupa tècniques per a representar objectes tridimensionals en dues dimensions utilitzant sistemàticament projeccions i altres transformacions.
- 1807: Application de l'analyse á la géométrie. En la primera part només utilitza l'àlgebra per a presentar la geometria analítica en dues i tres dimensions. En la segona part estudia les superfícies i introdueix la idea de connectar les equacions diferencials parcials amb la geometria de l'espai, idea que tindrà gran influència en els anys posteriors.

També segons Katz, potser el més important de la seva obra, va ser la seva ensenyança a l'École Polytechnique que va influenciar a una generació sencera d'arquitectes, enginyers, matemàtics i científics francesos, i va tenir repercussions globals.